# Lista dos recipientes da Medalha Presidencial da Liberdade

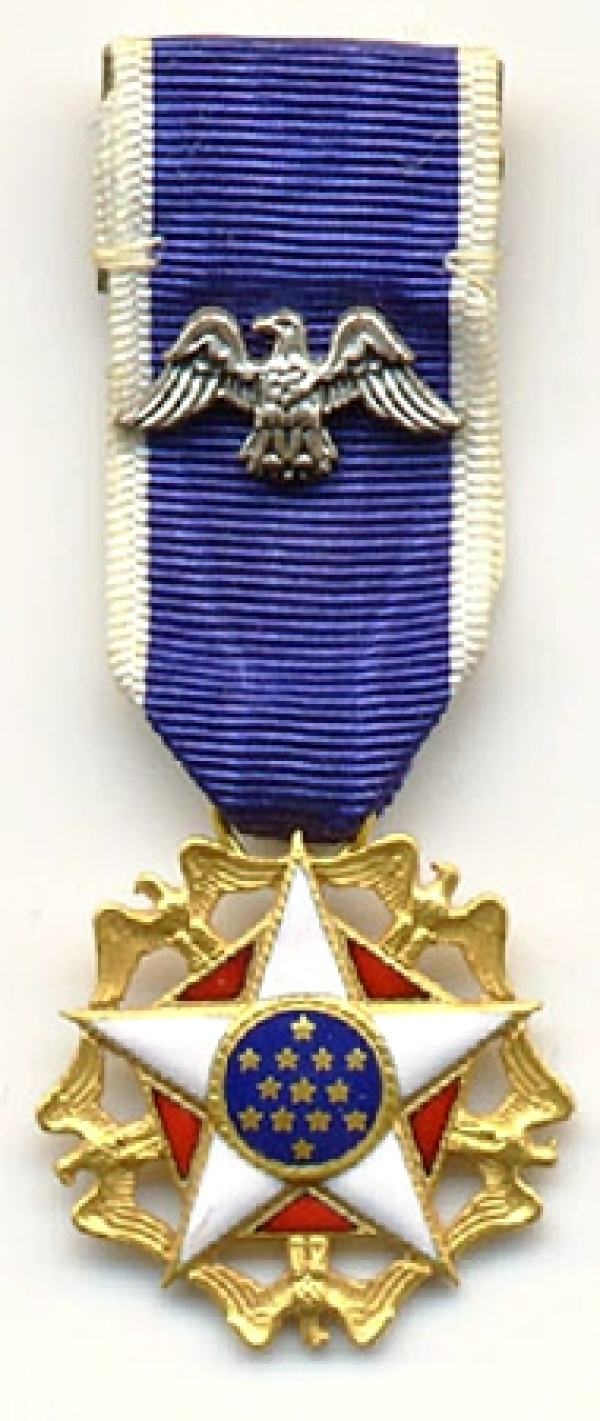
A Medalha Presidencial da Liberdade

Esta é uma lista alfabética parcial dos recipientes da Medalha Presidencial da Liberdade, agrupados pela área em que foram reconhecidos. Quando não estabelecido explicitamente os nomes são listados na ordem em que apareceram no anúncio oficial do prêmio (por exemplo Presidente Jimmy Carter, Dr. Ralph J. Bunche) que pode não seguir o cargo maior ou seu título usual. A Medalha Presidencial da Liberdade é concedida pelo Presidente dos Estados Unidos "por contribuições especialmente meritórias à (1) segurança ou interesse nacional dos Estados Unidos, ou (2) à paz mundial ou (3) a empreendimentos culturais ou outros interesses públicos ou privados"; é concedida a pessoas selecionadas pelo Presidente dos Estados Unidos ou recomendadas a ele pelo Distinguished Civilian Service Awards Board.
A única exceção à regra de que o presidente em exercício escolhe aqueles a serem honorificados foi que os primeiros recipientes foram selecionados pelo Presidente John F. Kennedy antes de seu assassinato e formalmente condecorados por seu sucessor no cargo, Lyndon B. Johnson. O presidente Bill Clinton concedeu 88 medalha enquanto o presidente George W. Bush concedeu 81 medalhas; o presidente Barack Obama concedeu 80 medalhas até 24 de novembro de 2014.
Três pessoas, Ellsworth Bunker, John Kenneth Galbraith e Colin Powell receberam a medalha duas vezes. Ellsworth Bunker recebeu ambas com distinção.
Esta lista não inclui as pessoas condecoradas com a medalha de designação similar porém distinta Medalha da Liberdade, uma condecoração anterior a 1963.

## Artes
| Agraciado   | Agraciado                | Ano         | Presidente        | Nota(s)                                     |
| Arquitetura | Arquitetura              | Arquitetura | Arquitetura       | Arquitetura                                 |
| ----------- | ------------------------ | ----------- | ----------------- | ------------------------------------------- |
|             | Ludwig Mies van der Rohe | 1963        | Lyndon B. Johnson | [ 5 ]                                       |
|             | Buckminster Fuller       | 1983        | Ronald Reagan     |                                             |
|             | Ieoh Ming Pei            | 1993        | Bill Clinton      | [ 6 ]                                       |
|             | Frank Gehry              | 2016        | Barack Obama      | [ 7 ]                                       |
| Arte        |                          |             |                   |                                             |
|             | Andrew Wyeth             | 1963        | John F. Kennedy   |                                             |
|             | Willem de Kooning        | 1964        |                   | Lyndon B. Johnson                           |
|             | Alexander Calder         | 1977        | Gerald Ford       | Postumamente                                |
|             | Georgia O'Keeffe         | 1977        | Gerald Ford       | [ 9 ]                                       |
|             | Norman Rockwell          | 1977        | Gerald Ford       | Filho de Rockwell, Jarvis, recebeu o prêmio |
|             | Roger L. Stevens         | 1988        | Ronald Reagan     |                                             |
|             | Jasper Johns             | 2011        | Barack Obama      | [ 3 ]                                       |
|             | Maya Lin                 | 2016        | Barack Obama      | [ 7 ]                                       |

### Dança

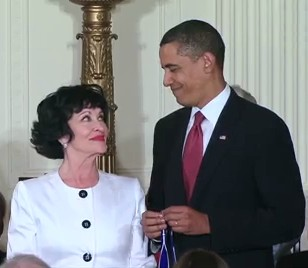
Chita Rivera, 2009

| Nomeação          | Data                   | Nota                   |
| ----------------- | ---------------------- | ---------------------- |
| Alvin Ailey       | 24 de novembro de 2014 | Postumamente           |
| Martha Graham     | 14 de outubro de 1976  | Premiada com distinção |
| Lucia Chase       | 1980                   |                        |
| George Balanchine | 1983                   |                        |
| Lincoln Kirstein  | 26 de março de 1984    | [ 13 ]                 |
| Chita Rivera      | 12 de agosto de 2009   | [ 14 ]                 |

### Filme
| winners         | Date                   | Note                              |
| --------------- | ---------------------- | --------------------------------- |
| Lucille Ball    | 7 de julho de 1989     | Postumamente                      |
| James Cagney    | 26 de março de 1984    | [ 16 ]                            |
| Doris Day       | 23 de junho de 2004    | [ 4 ]                             |
| Walt Disney     | 14 de setembro de 1964 | Descrito como "Sr. Walter Disney" |
| Kirk Douglas    | 1981                   |                                   |
| Lynn Fontanne   | 14 de setembro de 1964 | [ 18 ]                            |
| John Ford       | 1973                   |                                   |
| Samuel Goldwyn  | 1971                   |                                   |
| Helen Hayes     | 1986                   |                                   |
| Audrey Hepburn  | 1992                   |                                   |
| Charlton Heston | 23 de julho de 2003    | [ 4 ]                             |
| Bob Hope        | 1969                   |                                   |
| Danny Kaye      | 1987                   | Postumamente                      |
| Alfred Lunt     | 14 de setembro de 1964 | [ 18 ]                            |
| Rita Moreno     | 23 de julho de 2004    | [ 4 ]                             |
| Gregory Peck    | 1969                   |                                   |
| Sidney Poitier  | 12 de agosto de 2009   | [ 4 ]                             |
| Martha Raye     | 2 de novembro de 1993  | [ 4 ]                             |
| Meryl Streep    | 24 de novembro de 2014 | [ 11 ]                            |
| James Stewart   | 1985                   |                                   |
| Marlo Thomas    | 24 de novembro de 2014 | [ 11 ]                            |
| Lew Wasserman   | 29 de setembro de 1995 | [ 4 ]                             |
| John Wayne      | 9 de junho de 1980     | Postumamente                      |

### Literatura

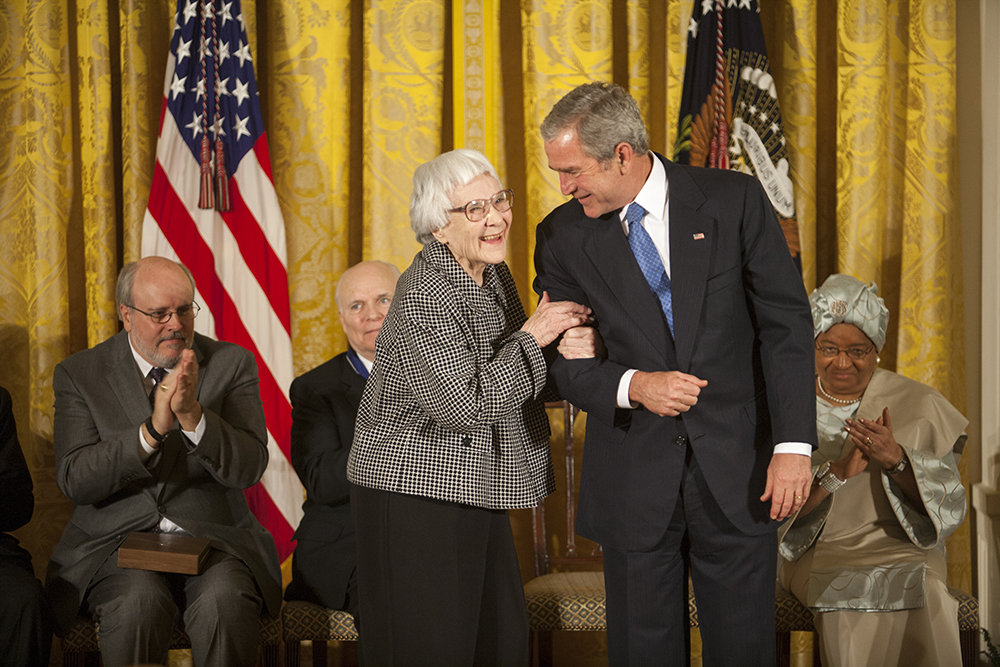
Harper Lee, 2007

| Nomeação           | Data                   | Nota                                                         |
| ------------------ | ---------------------- | ------------------------------------------------------------ |
| Isabel Allende     | 24 de novembro de 2014 | [ 11 ]                                                       |
| Maya Angelou       | 2011                   | [ 3 ]                                                        |
| Jacques Barzun     | 2003                   |                                                              |
| James Burnham      | 1983                   |                                                              |
| J. Frank Dobie     | 1964                   |                                                              |
| T. S. Eliot        | 1964                   |                                                              |
| Ralph Ellison      | 1969                   |                                                              |
| Eric Hoffer        | 1982                   |                                                              |
| Louis L'Amour      | 26 de março de 1984    | [ 20 ]                                                       |
| Harper Lee         | 2007                   |                                                              |
| Archibald MacLeish | 10 de janeiro de 1977  | Roderick MacLeish, sobrinho de Archibald, recebeu o prêmio   |
| James A. Michener  | 10 de janeiro de 1977  | Nomeado como James Albert Michener sobre a citação de prêmio |
| Toni Morrison      | 2012                   | [ 23 ]                                                       |
| Carl Sandburg      | 1964                   |                                                              |
| John Steinbeck     | 1964                   |                                                              |
| Robert Penn Warren | 1980                   |                                                              |
| Eudora Welty       | 1980                   |                                                              |
| E.B. White         | 1963                   |                                                              |
| Elie Wiesel        | 1992                   |                                                              |
| Thornton Wilder    | 1963                   |                                                              |
| Tennessee Williams | 1980                   |                                                              |
| Edmund Wilson      | 1963                   |                                                              |
| Albert Wohlstetter | 1985                   |                                                              |

### Música

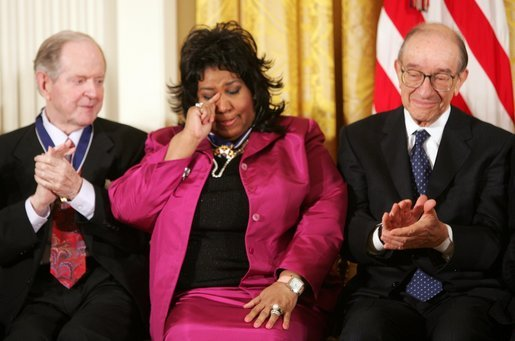
Robert Conquest, Aretha Franklin, & Alan Greenspan, 2005

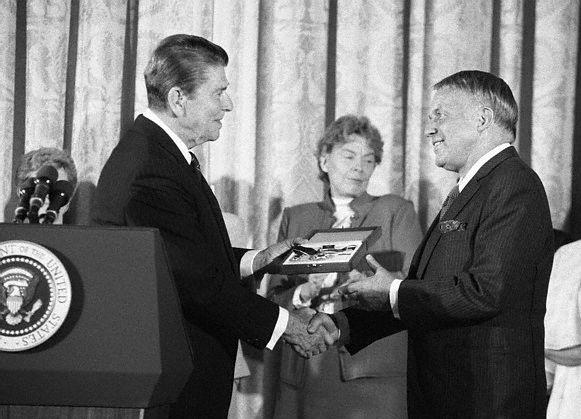
Frank Sinatra, 1985

| Nomeação                               | Data                   | Nota                     |
| -------------------------------------- | ---------------------- | ------------------------ |
| Marian Anderson                        | 1963                   | [ 24 ]                   |
| Pearl Bailey                           | 1988                   |                          |
| 'Count' Basie                          | 1985                   | Postumamente             |
| Irving Berlin                          | 1977                   |                          |
| James "Eubie" Blake                    | 1981                   |                          |
| Pau Casals                             | 1963                   |                          |
| Van Cliburn                            | 2003                   |                          |
| Aaron Copland                          | 1964                   |                          |
| Plácido Domingo                        | 2002                   |                          |
| Bob Dylan                              | 2012                   | [ 23 ]                   |
| Duke Ellington                         | 1969                   |                          |
| Emilio Estefan                         | 2015                   |                          |
| Gloria Estefan                         | 2015                   |                          |
| Arthur Fiedler                         | 1977                   |                          |
| Ella Fitzgerald                        | 1992                   |                          |
| Ernest Jennings "Tennessee Ernie" Ford | 1984                   | [ 25 ]                   |
| Aretha Franklin                        | 2005                   |                          |
| Vladimir Horowitz                      | 1986                   |                          |
| B. B. King                             | 2006                   |                          |
| Loretta Lynn                           | 2013                   | [ 26 ]                   |
| Yo-Yo Ma                               | 2011                   | [ 3 ]                    |
| Mabel Mercer                           | 1983                   |                          |
| Eugene Ormandy                         | 1970                   |                          |
| Itzhak Perlman                         | 2015                   |                          |
| Elvis Presley                          | 2018                   | Postumamente             |
| Leontyne Price                         | 1964                   |                          |
| Diana Ross                             | 2016                   |                          |
| Mstislav Rostropovich                  | 1987                   |                          |
| Arthur Rubinstein                      | 1976                   | Awarded With Distinction |
| Arturo Sandoval                        | 2013                   | [ 26 ]                   |
| Rudolf Serkin                          | 1963                   |                          |
| Beverly Sills                          | 1980                   |                          |
| Frank Sinatra                          | 1985                   |                          |
| Kate Smith                             | 1982                   |                          |
| Stephen Sondheim                       | 24 de novembro de 2014 | [ 11 ]                   |
| Isaac Stern                            | 1992                   |                          |
| Barbra Streisand                       | 2015                   |                          |
| James Taylor                           | 2015                   |                          |
| Meredith Willson                       | 1987                   | Postumamente             |
| Stevie Wonder                          | 24 de novembro de 2014 | [ 11 ]                   |

### Fotografia
| Nomeação        | Data | Nota |
| --------------- | ---- | ---- |
| Edwin H. Land   | 1963 |      |
| Edward Steichen | 1963 |      |
| Ansel Adams     | 1980 |      |

## Negócios e economia

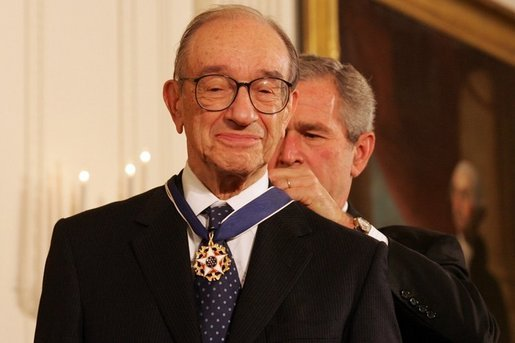
Alan Greenspan, 2005

| Nomeação                 | Data | Nota         |
| ------------------------ | ---- | ------------ |
| Iorwith Wilbur Abel      | 1977 |              |
| Walter Annenberg         | 1986 |              |
| Gary Stanley Becker      | 2007 |              |
| Edgar Bronfman, Sr.      | 1999 |              |
| Irving Brown             | 1988 |              |
| Warren Buffett           | 2011 | [ 3 ]        |
| James E. Burke           | 2000 |              |
| Edward J. DeBartolo, Sr. | 1988 |              |
| Peter Drucker            | 2002 |              |
| David Dubinsky           | 1969 |              |
| Henry Ford II            | 1969 |              |
| Milton Friedman          | 1988 |              |
| John Kenneth Galbraith   | 2000 |              |
| Alan Greenspan           | 2005 |              |
| Bryce Harlow             | 1981 |              |
| Friedrich Hayek          | 1991 |              |
| Paul G. Hoffman          | 1974 |              |
| Edgar Kaiser             | 1969 |              |
| Frederick Kappel         | 1964 |              |
| Lane Kirkland            | 1994 |              |
| Daniel Kahneman          | 2013 | [ 26 ]       |
| Estée Lauder             | 2004 |              |
| John L. Lewis            | 1964 |              |
| J. Willard Marriott      | 1988 | Postumamente |
| David Packard            | 1988 |              |
| Clarence B. Randall      | 1963 |              |
| Walter Reuther           | 1995 | Postumamente |
| David Rockefeller        | 1998 |              |
| Laurance Rockefeller     | 1969 |              |
| James Rouse              | 1995 |              |
| Robert Solow             | 2014 |              |
| John J. Sweeney          | 2011 | [ 3 ]        |
| Dave Thomas              | 2003 | Postumamente |
| Tex Thornton             | 1981 |              |
| Juan Trippe              | 1985 | Postumamente |
| Sam Walton               | 1992 |              |
| An Wang                  | 1986 |              |
| Thomas Watson Jr.        | 1964 |              |
| Andrew Thomas Kearney    | 1946 | [ 27 ]       |
| Justin Whitlock Dart     | 1987 | Postumamente |
| Walter B. Wriston        | 2004 |              |
| Muhammad Yunus           | 2009 |              |

## Computação

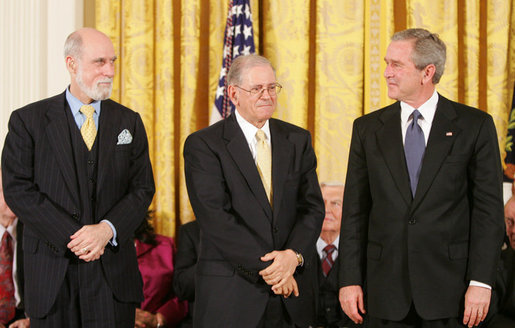
Vinton Cerf and Bob Kahn, 2005

| Nomeação     | Data                  | Nota   |
| ------------ | --------------------- | ------ |
| Gordon Moore | 9 de julho de 2002    | [ 28 ] |
| Vinton Cerf  | 9 de novembro de 2005 | [ 29 ] |
| Robert Kahn  | 9 de novembro de 2005 | [ 30 ] |

## Educação

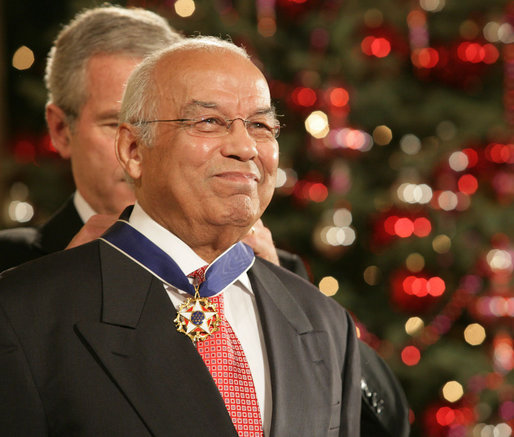
Norman Francis, 2006

| Nomeação                                           | Data | Nota                   |
| -------------------------------------------------- | ---- | ---------------------- |
| Detlev Bronk                                       | 1964 |                        |
| Genevieve Caulfield                                | 1963 |                        |
| James E. Cheek                                     | 1983 |                        |
| Ruth Johnson Colvin                                | 2006 |                        |
| James Bryant Conant                                | 1963 | Premiado com distinção |
| Norman Francis                                     | 2006 |                        |
| Hanna Holborn Gray                                 | 1991 |                        |
| Rev. Theodore Hesburgh, C.S.C.                     | 1964 |                        |
| Jerome H. Holland                                  | 1985 | Postumamente           |
| Karl Holton                                        | 1963 |                        |
| Margaret McNamara                                  | 1981 |                        |
| Alexander Meiklejohn                               | 1963 |                        |
| Antonia Pantoja                                    | 1996 |                        |
| Frederick Patterson                                | 1987 |                        |
| George W. Taylor                                   | 1963 |                        |
| Rabbi Menachem M. Schneerson (The Lubavitch Rebbe) | 1994 |                        |
| Admirante Hyman Rickover                           | 1980 |                        |

## História
| Nomeação             | Data | Nota |
| -------------------- | ---- | ---- |
| Bruce Catton         | 1977 |      |
| Robert Conquest      | 2005 |      |
| Ariel Durant         | 1977 |      |
| Will Durant          | 1977 |      |
| John Hope Franklin   | 1995 |      |
| Vartan Gregorian     | 2004 |      |
| Dumas Malone         | 1983 |      |
| David McCullough     | 2006 |      |
| Samuel Eliot Morison | 1964 |      |
| Roberta Wohlstetter  | 1985 |      |

## Humanidades
| Nomeação               | Data                  | Nota         |
| ---------------------- | --------------------- | ------------ |
| Norman Borlaug         | 1977                  |              |
| Nancy Goodman Brinker  | 2009                  | [ 14 ]       |
| Millard Fuller         | 1996                  |              |
| John W. Gardner        | 1964                  |              |
| Frances Hesselbein     | 1998                  |              |
| Gerda Weissmann Klein  | 2011                  | [ 3 ]        |
| Juliette Gordon Low    | 2012                  | Postumamente |
| Paul Rusesabagina      | 2005                  |              |
| Eunice Kennedy Shriver | 26 de março de 1984   | [ 31 ]       |
| Leon Sullivan          | 1991                  |              |
| Annie D. Wauneka       | 6 de dezembro de 1963 | [ 32 ]       |

## Mídia

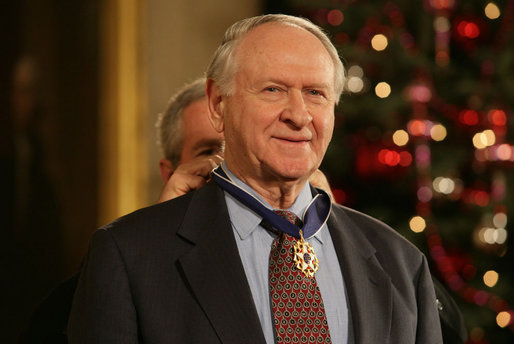
William Safire, 2006.

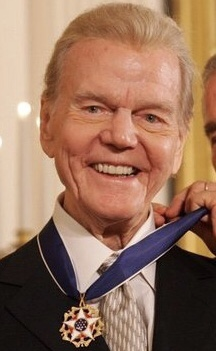
Paul Harvey, 2005

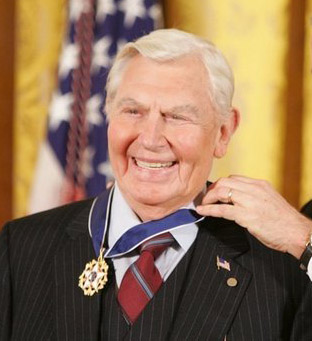
Andy Griffith, 2005

| Recipiente             | Data                   | Contribuições para | Notas                  |
| ---------------------- | ---------------------- | ------------------ | ---------------------- |
| Robert L. Bartley      | 2004                   | Jornalismo         |                        |
| Earl Charles Behrens   | 1970                   | Jornalismo         | [ 33 ]                 |
| Herbert L. Block       | 1994                   | Jornalismo         |                        |
| Ben Bradlee            | 2013                   | Jornalismo         | [ 26 ]                 |
| Tom Brokaw             | 24 de novembro de 2014 |                    | [ 11 ]                 |
| William F. Buckley Jr. | 1991                   | Jornalismo         |                        |
| Walter Cronkite        | 1981                   | Jornalismo         |                        |
| Edward T. Folliard     | 1970                   | Jornalismo         | [ 33 ]                 |
| Katharine Graham       | 2002                   | Jornalismo         | Postumamente           |
| William M. Henry       | 1970                   | Jornalismo         | [ 33 ]                 |
| John H. Johnson        | 1996                   | Jornalismo         |                        |
| Paul Johnson           | 2006                   | Jornalismo         |                        |
| Arthur Krock           | 1970                   | Jornalismo         | [ 33 ]                 |
| David Lawrence         | 1970                   | Jornalismo         | [ 33 ]                 |
| George Gould Lincoln   | 1970                   | Jornalismo         | [ 33 ]                 |
| Walter Lippmann        | 1964                   | Jornalismo         |                        |
| Ralph McGill           | 1964                   | Jornalismo         |                        |
| Raymond Moley          | 1970                   | Jornalismo         | [ 33 ]                 |
| Edward R. Murrow       | 1964                   | Jornalismo         | Premiado com distinção |
| Frank Reynolds         | 1985                   | Jornalismo         | Postumamente           |
| Abe Rosenthal          | 2002                   | Jornalismo         |                        |
| Vermont C. Royster     | 1986                   | Jornalismo         |                        |
| William Safire         | 2006                   | Jornalismo         |                        |
| Albert Merriman Smith  | 1967                   | Jornalismo         |                        |
| Adela Rogers St. Johns | 1970                   | Jornalismo         | [ 33 ]                 |
| DeWitt Wallace         | 1972                   | Jornalismo         |                        |
| Lila Acheson Wallace   | 1972                   | Jornalismo         |                        |
| Mark S. Watson         | 1963                   | Jornalismo         |                        |
| Oprah Winfrey          | 2013                   | Televisão          | [ 26 ]                 |
| William S. White       | 1969                   | Jornalismo         |                        |
| Lowell Thomas          | 1977                   | Rádio              | [ 34 ]                 |
| Paul Harvey            | 2005                   | Rádio              | [ 4 ]                  |
| Rush Limbaugh          | 2020                   | Rádio              |                        |
| Lucille Ball           | 1989                   | Televisão          | Postumamente           |
| David Brinkley         | 1992                   | Televisão          |                        |
| Carol Burnett          | 2005                   | Televisão          | [ 4 ]                  |
| Johnny Carson          | 1992                   | Televisão          |                        |
| Peggy Charren          | 1995                   | Televisão          | [ 4 ]                  |
| Julia Child            | 2003                   | Televisão          |                        |
| Joan Ganz Cooney       | 1995                   | Televisão          | [ 4 ]                  |
| Bill Cosby             | 2002                   | Televisão          | [ 4 ]                  |
| Andy Griffith          | 2005                   | Televisão          | [ 4 ]                  |
| Brian P. Lamb          | 2007                   | Televisão          | [ 4 ]                  |
| Fred Rogers            | 2002                   | Televisão          | [ 4 ]                  |

## Medicina
| Recipiente           | Data                | Notas        |
| -------------------- | ------------------- | ------------ |
| Ben Carson           | 2008                |              |
| Denton Cooley        | 26 de março de 1984 | [ 35 ]       |
| Michael DeBakey      | 1969                |              |
| Lena Frances Edwards | 1964                |              |
| John Franklin Enders | 1963                |              |
| Anthony Fauci        | 2008                |              |
| William Foege        | 2012                | [ 23 ]       |
| Pedro José Greer Jr. | 2009                | [ 14 ]       |
| David Hamburg        | 1996                |              |
| Donald Henderson     | 2002                |              |
| C. Everett Koop      | 1995                |              |
| Tom Little           | 2011                | Postumamente |
| Charles LeRoy Lowman | 1974                |              |
| Karl Menninger       | 1981                |              |
| Arnall Patz          | 2004                |              |
| Janet Davison Rowley | 2009                | [ 14 ]       |
| Albert Sabin         | 1986                |              |
| Jonas Salk           | 1977                |              |
| Helen B. Taussig     | 1964                |              |
| William B. Walsh     | 1987                |              |
| Paul Dudley White    | 1964                |              |

## Filantropia
| Recipiente              | Data                  | Notas  |
| ----------------------- | --------------------- | ------ |
| J. Clifford MacDonald   | 1963                  |        |
| Lowell Thomas           | 10 de janeiro de 1977 | [ 34 ] |
| Catherine Filene Shouse | 1977                  |        |
| Morris I. Leibman       | 1981                  |        |
| Brooke Astor            | 1998                  |        |
| Zachary Fisher          | 1998                  |        |
| Eugene Lang             | 1996                  |        |
| Ronnie Eugene Ford      | 1978                  |        |

## Filosofia
| Recipiente      | Data                  | Notas  |
| --------------- | --------------------- | ------ |
| Will Durant     | 10 de janeiro de 1977 | [ 36 ] |
| Sidney Hook     | 1985                  |        |
| Friedrich Hayek | 1991                  |        |

## Política e governo

### Ativismo
| Recipiente                  | Data                   | Notas        |
| --------------------------- | ---------------------- | ------------ |
| Arnold Aronson              | 1998                   |              |
| Roger Nash Baldwin          | 1981                   |              |
| Oscar Elias Biscet          | 2007                   |              |
| James Chaney                | 24 de novembro de 2014 | Postumamente |
| César Chávez                | 1994                   | Postumamente |
| Justin Whitlock Dart Jr.    | 1998                   |              |
| Evelyn Dubrow               | 1999                   |              |
| Marian Wright Edelman       | 9 de agosto de 2000    | [ 37 ]       |
| James L. Farmer, Jr.        | 1998                   |              |
| Hector Garcia               | 26 de março de 1984    | [ 38 ]       |
| Andrew Goodman              | 24 de novembro de 2014 | Postumamente |
| Suzan Shown Harjo           | 24 de novembro de 2014 | [ 11 ]       |
| Dorothy Height              | 1994                   |              |
| George G. Higgins           | 2000                   |              |
| Gordon Hirabayashi          | 2012                   | Postumamente |
| Benjamin Hooks              | 2007                   |              |
| Dolores Huerta              | 2012                   | [ 23 ]       |
| Rev. Jesse Jackson          | 2000                   |              |
| Millie Jeffrey              | 2000                   |              |
| Helen Keller                | 1964                   |              |
| Ethel Kennedy               | 24 de novembro de 2014 | [ 11 ]       |
| Martin Luther King, Jr.     | 1977                   | Postumamente |
| Fred Korematsu              | 1998                   |              |
| Mary Lasker                 | 1969                   |              |
| Rev. Joseph Lowery          | 2009                   | [ 14 ]       |
| Sylvia Mendez               | 2011                   | [ 3 ]        |
| Harvey Milk                 | 2009                   | Postumamente |
| Clarence M. Mitchell        | 1980                   |              |
| Mario G. Obledo             | 1998                   |              |
| Rosa Parks                  | 1996                   |              |
| Esther Peterson             | 1981                   |              |
| Bayard Rustin               | 2013                   | Postumamente |
| Ginetta Sagan               | 1996                   |              |
| Michael Schwerner           | 24 de novembro de 2014 | Postumamente |
| Natan Sharansky             | 2006                   |              |
| Gloria Steinem              | 2013                   | [ 26 ]       |
| William C. Velasquez        | 1995                   | Postumamente |
| Cordy Tindell "C.T." Vivian | 2013                   | [ 26 ]       |
| Lech Wałęsa                 | 1989                   |              |
| Roy Wilkins                 | 1967                   |              |
| Andrew Young                | 1981                   |              |

### Diplomacia

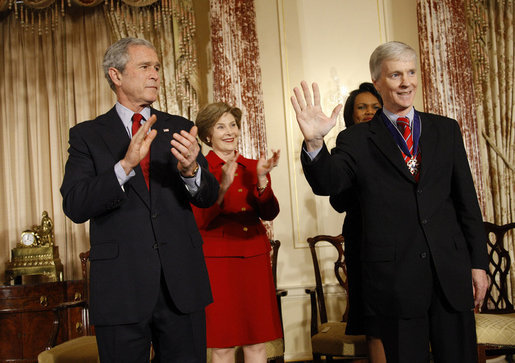
Ryan Crocker, 2009

| Recipiente                | Data                   | Notas                               |
| ------------------------- | ---------------------- | ----------------------------------- |
| Anne L. Armstrong         | 1987                   |                                     |
| Manlio Brosio             | 1971                   |                                     |
| David K. E. Bruce         | 1976                   | Premiado com distinção              |
| Ralph J. Bunche           | 16 de dezembro de 1963 | Premiado com distinção              |
| Ellsworth Bunker          | 6 de dezembro de 1963  | (Duas vezes) Premiado com distinção |
| Ellsworth Bunker          | 1967                   | (Duas vezes) Premiado com distinção |
| Ryan Crocker              | 2009                   | [ 41 ]                              |
| General Andrew Goodpaster | 1984                   | [ 42 ]                              |
| Philip Habib              | 1982                   |                                     |
| Jan Karski                | 2012                   | Postumamente                        |
| George F. Kennan          | 1989                   |                                     |
| Jeane Kirkpatrick         | 1985                   |                                     |
| Sol M. Linowitz           | 1998                   |                                     |
| Harry W. Shlaudeman       | 1992                   |                                     |
| Gerard C. Smith           | 1981                   |                                     |
| Jean Kennedy Smith        | 2011                   | [ 3 ]                               |
| Robert Schwarz Strauss    | 1981                   |                                     |
| Llewellyn E Thompson Jr.  | 1946                   | [ 43 ]                              |

### Meio Ambiente
| !Recipiente                | Data | Notas        |
| -------------------------- | ---- | ------------ |
| John H. Adams              | 2011 | [ 3 ]        |
| Horace M. Albright         | 1980 |              |
| Rachel Carson              | 1980 | Postumamente |
| Marjory Stoneman Douglas   | 1993 |              |
| Gilbert Melville Grosvenor | 2004 |              |
| Margaret Murie             | 1998 |              |
| Roger Tory Peterson        | 1980 |              |
| Russell E. Train           | 1991 |              |
| Edgar Wayburn              | 1999 |              |

### Inteligência

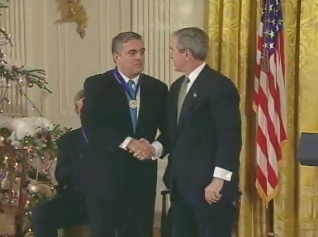
George Tenet, 2004.

| Recipiente         | Data                | Notas                                                          |
| ------------------ | ------------------- | -------------------------------------------------------------- |
| Whittaker Chambers | 26 de março de 1984 | [ 44 ] [ 45 ] [ 46 ] [ 47 ] [ 48 ] [ 49 ] [ 50 ] [ 51 ] [ 52 ] |
| Jean MacArthur     | 1988                |                                                                |
| George Tenet       | 2004                |                                                                |

### Foreign heads of state or government

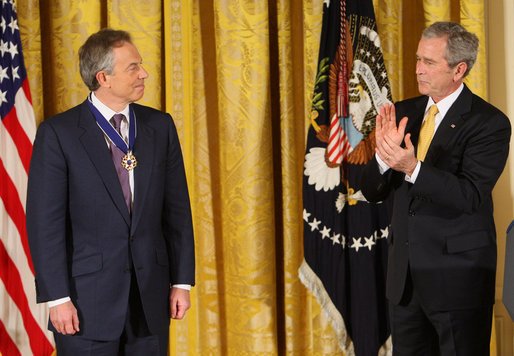
Tony Blair, 2009

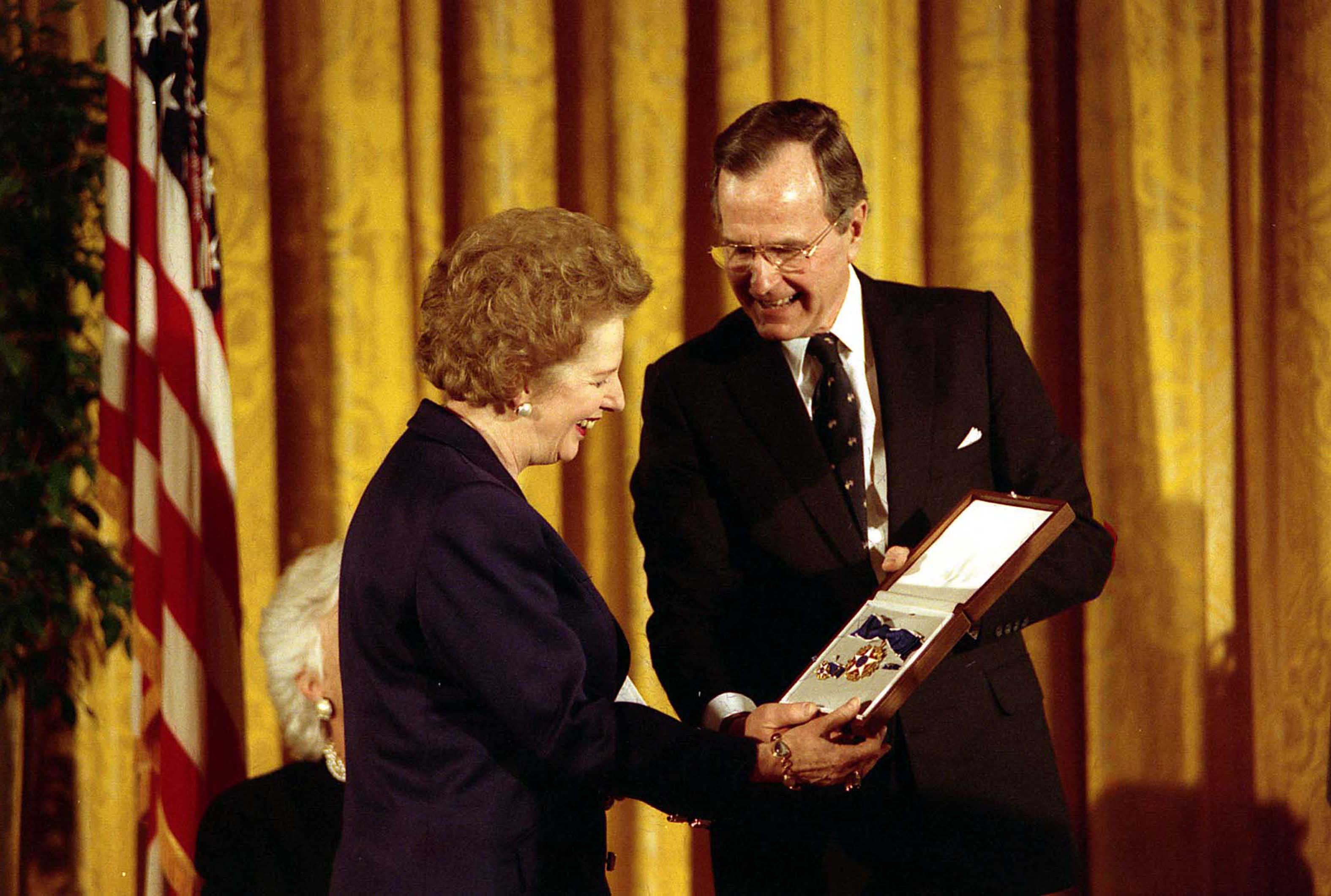
Margaret Thatcher, 1991

| Recipiente                       | Data                  | Notas            |              |
| -------------------------------- | --------------------- | ---------------- | ------------ |
| Tony Blair                       | 13 de janeiro de 2009 | Reino Unido      | [ 53 ]       |
| Presidente Václav Havel          | 2003                  | República Tcheca |              |
| John Howard                      | 2009                  | Austrália        |              |
| Helmut Kohl                      | 1999                  | Alemanha         |              |
| Joseph Luns                      | 1984                  | Holanda          |              |
| Nelson Mandela                   | 2002                  | África do Sul    |              |
| Wilma Mankiller                  | 15 de janeiro de 1998 | Nação Cherokee   | [ 54 ]       |
| Angela Merkel                    | 2011                  | Alemanha         | [ 3 ]        |
| Presidente Shimon Peres          | 2012                  | Israel           | [ 23 ]       |
| Mary Robinson                    | 2009                  | Irlanda          | [ 14 ]       |
| Carlos P. Romulo                 | 1984                  | Filipinas        |              |
| Presidente Anwar el-Sadat        | 26 de março de 1984   | Egito            | Postumamente |
| Presidente Ellen Johnson Sirleaf | 2007                  | Libéria          |              |
| Margaret Thatcher                | 1991                  | Reino Unido      |              |
| Presidente Álvaro Uribe          | 2009                  | Colômbia         |              |

### Direito
| Recipiente               | Data | Notas        |
| ------------------------ | ---- | ------------ |
| John Doar                | 2012 | [ 23 ]       |
| Henry J. Friendly        | 1977 |              |
| A. Leon Higginbotham Jr. | 1995 |              |
| Oliver White Hill        | 1999 |              |
| Frank Minis Johnson      | 1995 |              |
| Irving Robert Kaufman    | 1987 |              |
| Joseph Warren Madden     | 1947 |              |
| Joseph L. Rauh Jr.       | 1993 | Postumamente |
| Cruz Reynoso             | 2000 |              |
| Laurence Silberman       | 2008 |              |
| Elbert Tuttle            | 1981 |              |
| Patricia Wald            | 2013 | [ 26 ]       |
| John Minor Wisdom        | 1993 |              |

### Militar

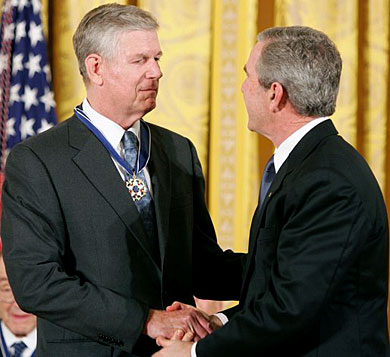
Richard Myers, 2005

| Recipiente             | Data | Notas               |
| ---------------------- | ---- | ------------------- |
| Omar Bradley           | 1977 |                     |
| Arleigh Burke          | 1977 |                     |
| Wesley Clark           | 2000 |                     |
| William J. Crowe       | 2000 |                     |
| Jimmy Doolittle        | 1989 |                     |
| Tommy Franks           | 2004 |                     |
| Lyman Lemnitzer        | 1987 |                     |
| Joe Medicine Crow      | 2009 | [ 14 ]              |
| Richard B. Myers       | 2005 |                     |
| Jan Nowak-Jeziorański  | 1996 |                     |
| Peter Pace             | 2008 |                     |
| Colin Powell           | 1991 | Duas vezes premiado |
| Colin Powell           | 1993 | Duas vezes premiado |
| Matthew B. Ridgeway    | 1986 |                     |
| Joseph Rochefort       | 1986 | Postumamente        |
| H. Norman Schwarzkopf  | 1991 |                     |
| John Shalikashvili     | 1997 |                     |
| John Paul Vann         | 1972 | Postumamente        |
| John W. Vessey         | 1992 |                     |
| James E. Webb          | 1969 |                     |
| Albert Coady Wedemeyer | 1985 |                     |
| Chuck Yeager           | 1985 |                     |
| Elmo Zumwalt           | 1998 |                     |

### Justiças de Suprema Corte
| Recipiente                             | Data                  | Notas                  |
| -------------------------------------- | --------------------- | ---------------------- |
| Juiz associado William J. Brennan, Jr. | 1993                  |                        |
| Chefe de Justiça Warren E. Burger      | 1988                  |                        |
| Juiz associado Felix Frankfurter       | 6 de dezembro de 1963 | Premiado com distinção |
| Juiz associado Arthur J. Goldberg      | 1978                  |                        |
| Juiz associado Thurgood Marshall       | 1993                  | Postumamente           |
| Juíza associada Sandra Day O'Connor    | 12 de agosto de 2009  | [ 57 ]                 |
| Juiz associado Antonin Scalia          | 2018                  | Postumamente           |
| Juiz associado John Paul Stevens       | 2012                  | [ 23 ]                 |
| Chefe de Justiça Earl Warren           | 1981                  | Postumamente           |
| Juiz associado Byron White             | 2003                  | Postumamente           |

### Membros de gabinetes dos Estados Unidos

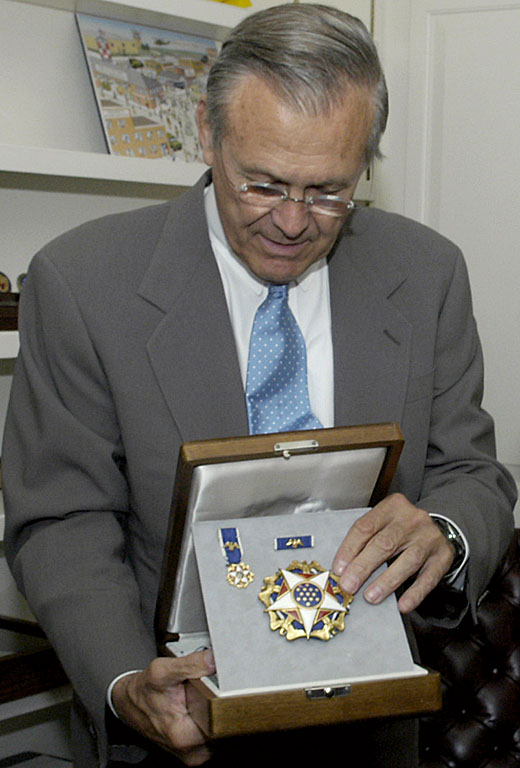
Donald Rumsfeld, mostrando a medalha de 1977 (premiado com distinção)

| Recipiente                             | Data               | Notas                  |
| -------------------------------------- | ------------------ | ---------------------- |
| Dean Acheson                           | 1964               | Premiado com distinção |
| Madeleine Albright                     | 2012               | [ 23 ]                 |
| James Baker                            | 1991               |                        |
| Malcolm Baldrige, Jr.                  | 1988               | Postumamente           |
| Harold Brown                           | 1981               |                        |
| Zbigniew Brzezinski                    | 1981               |                        |
| Dick Cheney, como Secretário da Defesa | 3 de julho de 1991 | [ 58 ]                 |
| Warren Christopher                     | 1981               |                        |
| Clark Clifford                         | 1969               | Premiado com distinção |
| William Thaddeus Coleman, Jr.          | 1995               |                        |
| C. Douglas Dillon                      | 1989               |                        |
| Robert Gates                           | 2011               |                        |
| W. Averell Harriman                    | 1969               | Premiado com distinção |
| Henry Kissinger                        | 1977               |                        |
| Melvin Laird                           | 1974               |                        |
| Robert A. Lovett                       | 1963               | Premiado com distinção |
| Robert McNamara                        | 1968               |                        |
| Norman Mineta                          | 2006               |                        |
| William Perry                          | 1997               |                        |
| Elliot Richardson                      | 1998               |                        |
| William P. Rogers                      | 1973               |                        |
| Donald Rumsfeld                        | 1977               | Premiado com distinção |
| Dean Rusk                              | 1969               | Premiado com distinção |
| Donna Shalala                          | 2008               |                        |
| George P. Shultz                       | 1989               |                        |
| Cyrus Vance                            | 1969               |                        |
| Caspar Weinberger                      | 1987               | Premiado com distinção |

### Primeiras-damas dos Estados Unidos

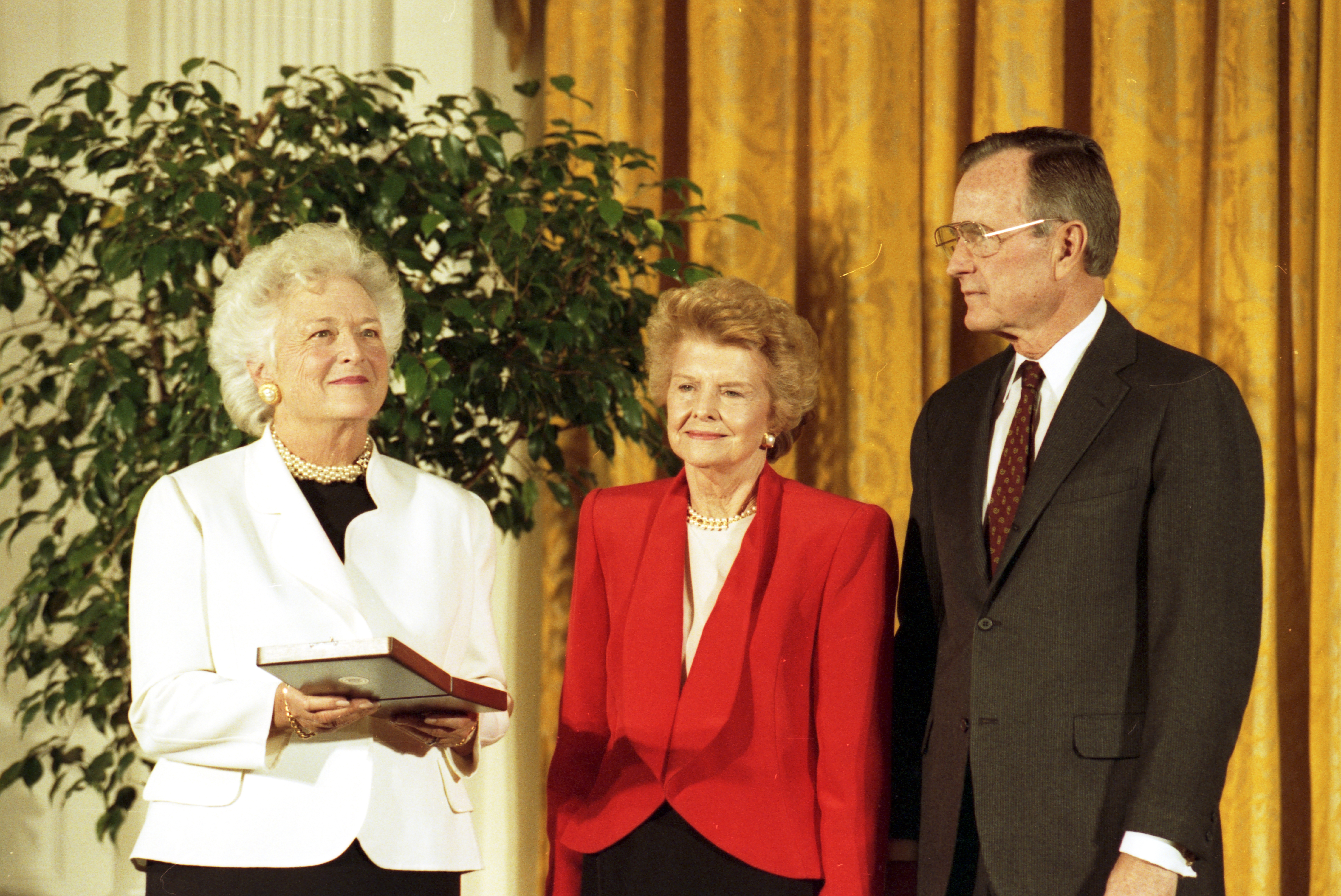
Betty Ford, 1992

| Recipiente        | Data                   | Notas  |
| ----------------- | ---------------------- | ------ |
| Lady Bird Johnson | 10 de janeiro de 1977  | [ 59 ] |
| Betty Ford        | 18 de novembro de 1992 | [ 60 ] |
| Rosalynn Carter   | 9 de agosto de 1999    | [ 4 ]  |
| Nancy Reagan      | 9 de julho de 2002     | [ 4 ]  |

### Membros do Congresso dos Estados Unidos

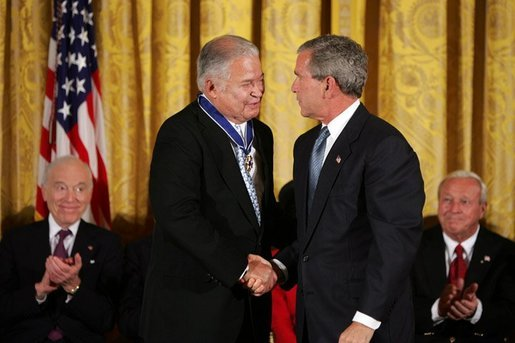
Senator Edward Brooke, 2004

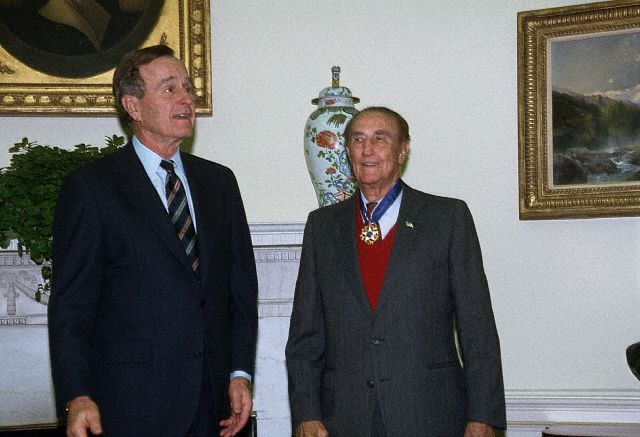
Senator Strom Thurmond, 1993

| Recipiente                             | Data                | Notas                  |
| -------------------------------------- | ------------------- | ---------------------- |
| Senador Howard H. Baker Jr.            | 26 de março de 1984 | [ 61 ]                 |
| Senador Lloyd M. Bentsen               | 1999                |                        |
| Senador Edward W. Brooke               | 2004                |                        |
| Senador John H. Chafee                 | 2000                | Postumamente           |
| Representativo John Dingell            | 2014                |                        |
| Senador Bob Dole                       | 1997                |                        |
| Representante Dante B. Fascell         | 1998                |                        |
| Senador William Fulbright              | 1993                |                        |
| Senador Barry Goldwater                | 1986                |                        |
| Senador Orrin Hatch                    | 2018                |                        |
| Representante Henry Hyde               | 2007                |                        |
| Senador Daniel Inouye                  | 2013                | Postumamente           |
| Senador Henry M. Jackson               | 1984                | Postumamente           |
| Senador Jacob K. Javits                | 1983                |                        |
| Representante Barbara Jordan           | 1994                |                        |
| Representante Walter Judd              | 1981                |                        |
| Representante Jack Kemp                | 2009                | Postumamente           |
| Senador Edward Kennedy                 | 2009                | [ 14 ]                 |
| Representante Tom Lantos               | 2008                |                        |
| Representante John Lewis               | 2011                | [ 3 ]                  |
| Representante Clare Boothe Luce        | 1983                |                        |
| Senador Richard Lugar                  | 2013                | [ 26 ]                 |
| Senador Mike Mansfield                 | 1989                |                        |
| Senador George McGovern                | 2000                |                        |
| Representante Robert H. Michel         | 1994                |                        |
| Representante Abner J. Mikva           | 2014                |                        |
| Representante Patsy Mink               | 2014                | Postumamente           |
| Senador George J. Mitchell             | 1999                |                        |
| Representante G. V. (Sonny) Montgomery | 2005                |                        |
| Senador Daniel Patrick Moynihan        | 2000                |                        |
| Senador Ed Muskie                      | 1981                |                        |
| Senador Gaylord Nelson                 | 1995                |                        |
| Representante Tip O'Neill              | 1991                |                        |
| Representante Claude Pepper            | 1989                |                        |
| Representante Edward Roybal            | 2014                | Postumamente           |
| Senador Margaret Chase Smith           | 1989                |                        |
| Senador Strom Thurmond                 | 1993                |                        |
| Representante Mo Udall                 | 1996                |                        |
| Representante Carl Vinson              | 1964                | Premiado com distinção |

### Presidentes dos Estados Unidos

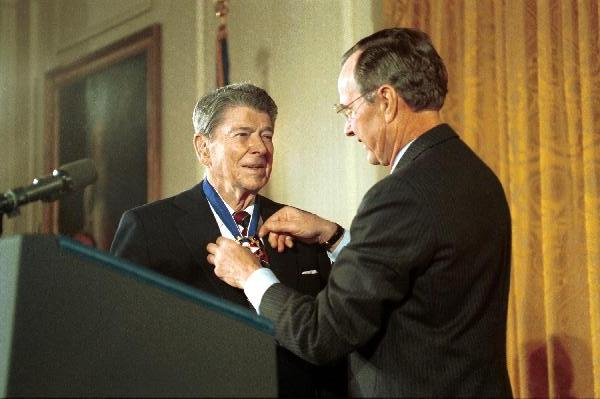
Ex-presidente Ronald Reagan, 13 de janeiro de 1993

| Recipiente        | Data                    | Notas                                   |
| ----------------- | ----------------------- | --------------------------------------- |
| John F. Kennedy   | 6 de dezembro de 1963   | 35º Presidente - Postumamente           |
| Lyndon B. Johnson | 9 de junho de 1980      | 36º Presidente - Postumamente           |
| Ronald Reagan     | 13 de janeiro de 1993   | 40º Presidente – Premiado com distinção |
| Gerald Ford       | 9 de agosto de 1999     | 38º Presidente                          |
| Jimmy Carter      | 9 de agosto de 1999     | 39º Presidente                          |
| George H. W. Bush | 15 de fevereiro de 2011 | 41º Presidente                          |
| Bill Clinton      | 20 de novembro de 2013  | 42º Presidente - Premiado com distinção |

### Vice-presidentes dos Estados Unidos
| Recipiente            | Data                  | Notas                             |
| --------------------- | --------------------- | --------------------------------- |
| Nelson A. Rockefeller | 10 de janeiro de 1977 | 41º Vice-presidente               |
| Hubert H. Humphrey    | 9 de junho de 1980    | 38º Vice-presidente, postumamente |

### Outras personalidades políticas
| Recipiente                  | Data                  | Notas |
| --------------------------- | --------------------- | --- |
| Eugene R. Black, Sr.        | 1969                  | |
| James Brady                 | 1996                  | |
| Paul Bremer                 | 2004                  | |
| McGeorge Bundy              | 1969                  | |
| O 6º Barão Carrington       | 1988                  | |
| Leo Cherne                  | 1984                  | |
| Javier Perez de Cuellar     | 1991                  | |
| Governor Luis A. Ferré      | 1991                  | |
| Arthur Flemming             | 1994                  | |
| Paul Drabinski              | 1993                  | |
| James P. Grant              | 1994                  | |
| Ella T. Grasso              | 1981                  | Postumamente                                                                                               |
| William J. Hopkins          | 1971                  | |
| Max Kampelman               | 1999                  | |
| Robert W. Komer             | 1967                  | |
| Irving Kristol              | 2002                  | |
| Aung San Suu Kyi            | 2000                  | |
| Governor Herbert H. Lehman  | 6 de dezembro de 1963 | Lehman morreu um dia antes da cerimônia, e a medalha foi apresentada à sua viúva, em 28 de janeiro de 1964 |
| Eugene M. Locke             | 1967                  | |
| John Macy                   | 1969                  | |
| John J. McCloy              | 6 de dezembro de 1963 | Premiado com distinção                                                                                     |
| John McCone                 | 1987                  | |
| George Meany                | 6 de dezembro de 1963 | [ 68 ] |
| Jean Monnet                 | 6 de dezembro de 1963 | Premiado com distinção                                                                                     |
| Governador Luis Muñoz-Marín | 1963                  | Premiado com distinção                                                                                     |
| Paul Nitze                  | 1985                  | |
| Alan Page                   | 2018                  | Juiz da Suprema Corte de Minnesota (1993-2015), membro do Pro Football Hall of Fame (NFL)                  |
| Norman Podhoretz            | 2004                  | |
| George Robertson            | 2003                  | |
| Walt Rostow                 | 1969                  | |
| Brent Scowcroft             | 1991                  | |
| Albert Shanker              | 1998                  | Postumamente                                                                                               |
| Sargent Shriver             | 1994                  | |
| Vernon Walters              | 1991                  | |
| William Webster             | 1991                  | |
| Simon Wiesenthal            | 2000                  | |
| Whitney Young               | 1969                  | |

## Religião
| Recipiente                                                 | Data                  | Notas                  |
| ---------------------------------------------------------- | --------------------- | ---------------------- |
| Joseph Cardinal Bernardin, Arquidiocese de Chicago         | 1996                  |                        |
| Terence Cardinal Cooke, antigo Arquidiocese de Nova Iorque | 1984                  | Postumamente           |
| Sister M. Isolina Ferré                                    | 11 de agosto de 1999  | [ 4 ]                  |
| Billy Graham                                               | 1983                  |                        |
| Gordon B. Hinckley                                         | 23 de junho de 2004   | [ 4 ]                  |
| Archbishop Iakovos of America                              | 1980                  |                        |
| Reinhold Niebuhr                                           | 1964                  |                        |
| Papa João XXIII                                            | 6 de dezembro de 1963 | Postumamente           |
| Papa João Paulo II                                         | 4 de junho de 2004    | Premiado com distinção |
| Norman Vincent Peale                                       | 26 de março de 1984   | [ 70 ]                 |
| Reverendo Gardner C. Taylor                                | 9 de agosto de 2000   | [ 4 ]                  |
| Mother Teresa                                              | 1985                  |                        |
| Desmond Tutu, Archbishop Emeritus da Cidade do Cabo        | 12 de agosto de 2009  | [ 14 ]                 |
| Papa Francisco                                             | 11 de janeiro de 2025 | Premiado com distinção |

## Ciências

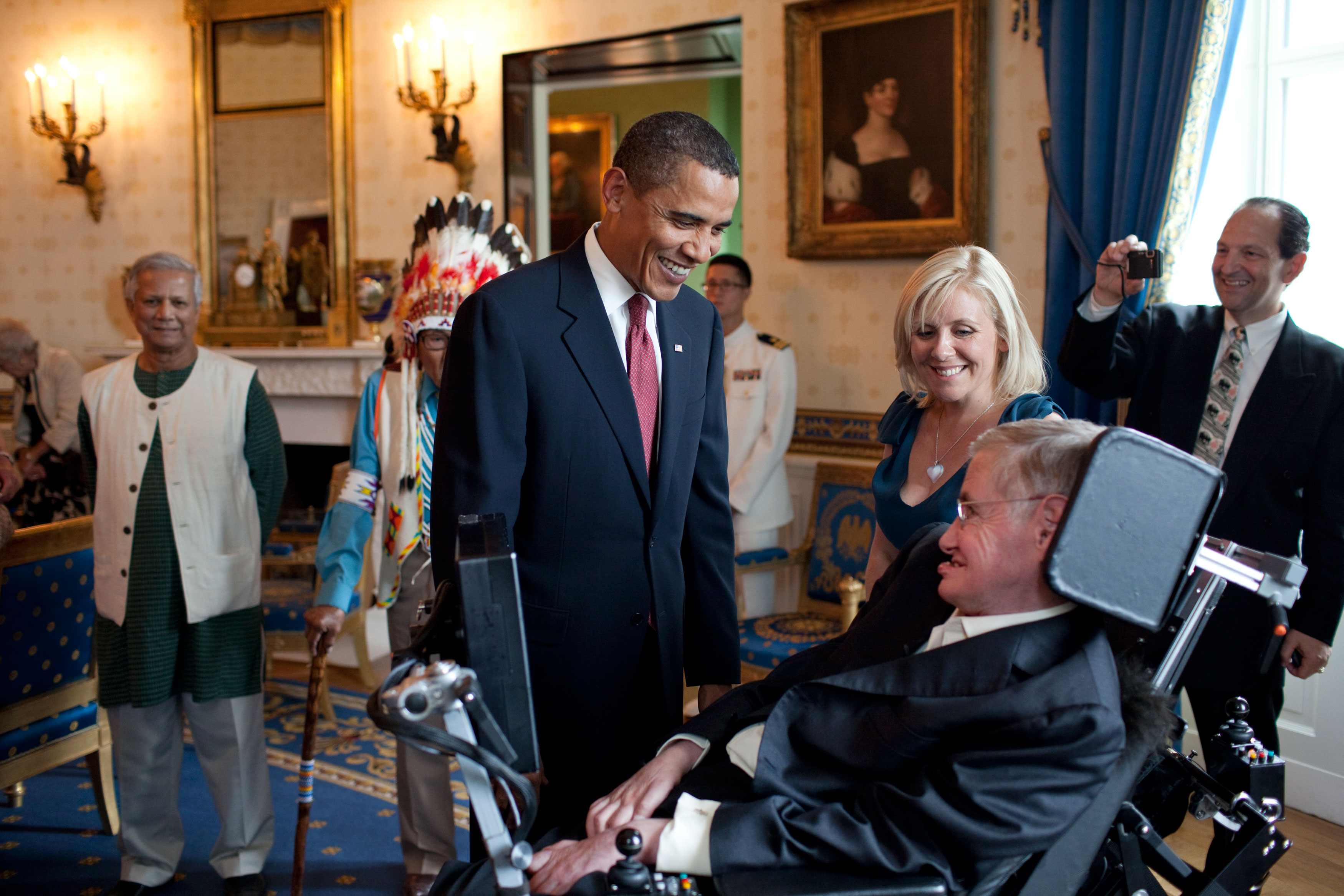
Stephen Hawking, 2009

| Recipiente            | Data                   | Notas        |
| --------------------- | ---------------------- | ------------ |
| John Bardeen          | 1977                   |              |
| Rachel Carson         | 1980                   | Postumamente |
| Francis Collins       | 2007                   |              |
| Jacques-Yves Cousteau | 1985                   |              |
| Mildred Dresselhaus   | 24 de novembro de 2014 |              |
| Stephen Hawking       | 2009                   | [ 14 ]       |
| Clarence Johnson      | 1964                   |              |
| Mathilde Krim         | 2000                   |              |
| Joshua Lederberg      | 2006                   |              |
| George Low            | 1985                   | Postumamente |
| Margaret Mead         | 1979                   | Postumamente |
| Mario Molina          | 2013                   | [ 26 ]       |
| Lewis Mumford         | 1964                   |              |
| Simon Ramo            | 1983                   |              |
| Edward Teller         | 2003                   |              |
| Alan Tower Waterman   | 1963                   |              |
| James Watson          | 1977                   |              |

## Sociologia
- Robert Coles (1998)
- James Q. Wilson (2003)

## Exploração espacial
- Astronautas da Apollo 11

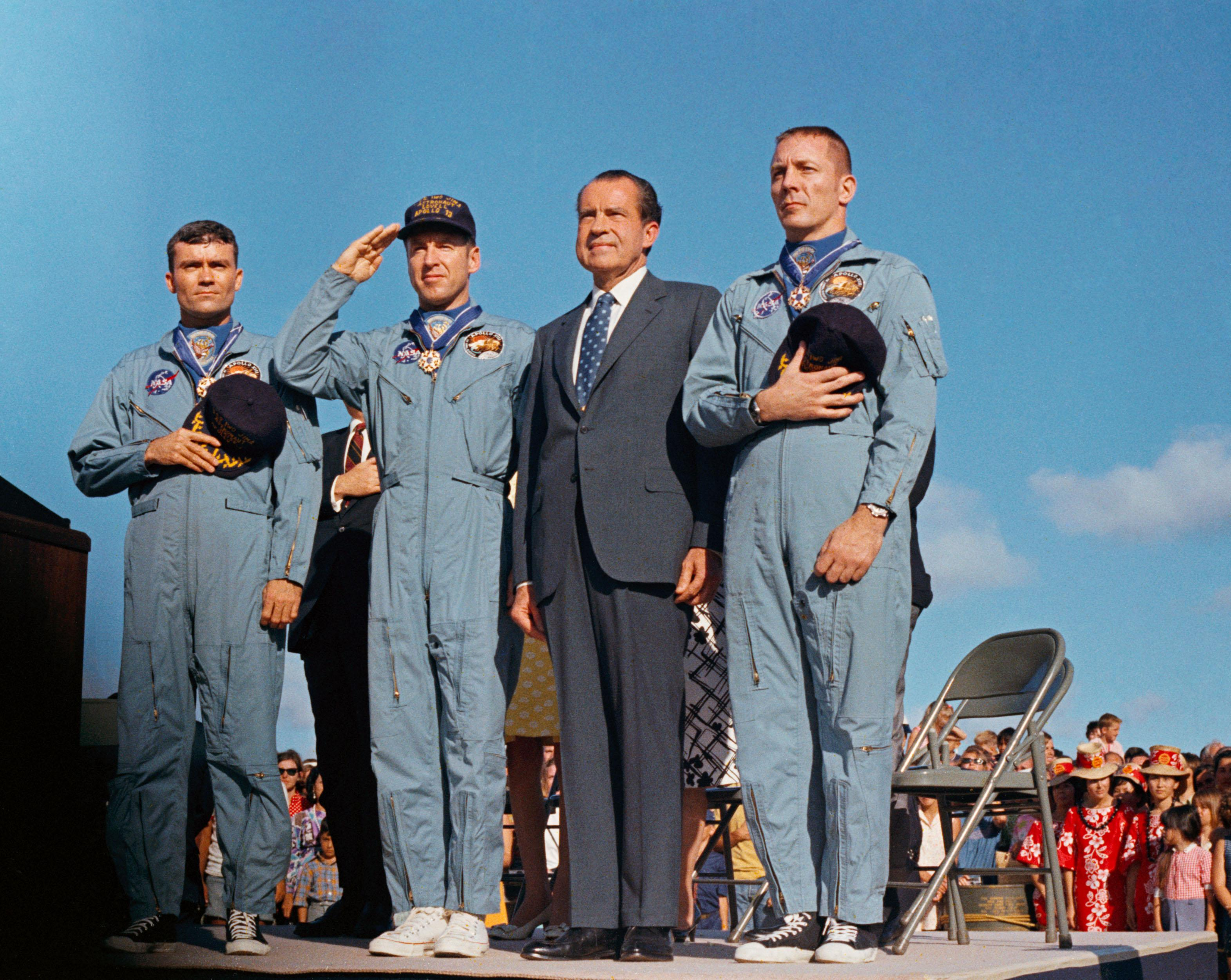
The Apollo 13 astronauts are awarded the medal by President Richard Nixon in 1970.

  - Buzz Aldrin (1969) – Premiado com distinção
  - Neil Armstrong (1969) – Premiado com distinção
  - Michael Collins (1969) – Premiado com distinção
- Astronautas da Apollo 13
  - Fred Haise (1970)
  - James Lovell (1970)
  - Jack Swigert (1970)
- Equipe de operação da Apollo 13; grupo premiado pelo Presidente Nixon em 1970
  - George Abbey (1970)
  - Gerald Griffin (1970)
  - Gene Kranz (1970)
  - Glynn Lunney (1970)
  - Edgar Mitchell (1970)
  - Siguard A. Sjoberg (1970)[73]
  - Milton L. Windler (1970)
- John Glenn (2012)[23]
- Sally Ride (2013, postumamente)[74]

## Esportes
- Hank Aaron (2002)
- Kareem Abdul-Jabbar (2016)
- Muhammad Ali (2005)
- Arthur Ashe (1993, postumamente)
- Ernie Banks (2013)[26]
- Yogi Berra (2015, postumamente)
- Earl Blaik (1986)

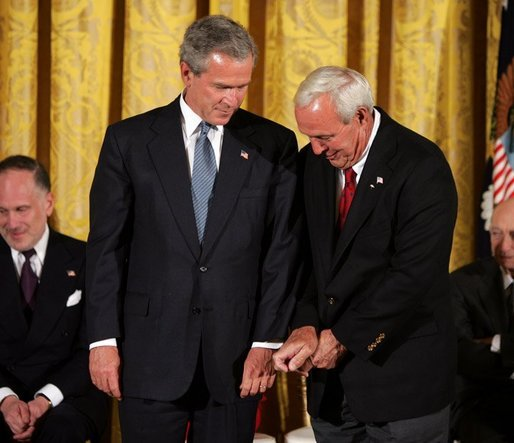
Arnold Palmer, 2004

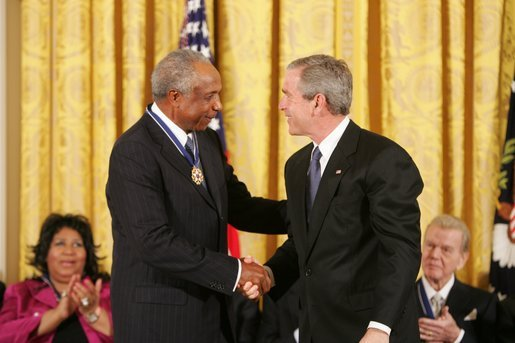
Frank Robinson, 2005

- Paul "Bear" Bryant (1983, postumamente)
- Roberto Clemente (2003, postumamente)
- Bob Cousy (2019)
- Joe DiMaggio (1977)
- Michael Jordan (2016)
- Billie Jean King (2009)[14]
- Robert J. H. Kiphuth (1963)
- Willie Mays (2015)
- Stan Musial (2011)[3]
- Jack Nicklaus (2005)
- Buck O'Neil (2006, postumamente)
- Jesse Owens (1977)
- Arnold Palmer (2004)
- Roger Penske (2019)
- Richard Petty (1992)
- Mariano Rivera (2019)
- Frank Robinson (2005)
- Jackie Robinson (26 de março de 1984, postumamente)[75]
- Bill Russell (2011)[3]
- Babe Ruth (2018, postumamente)
- Charles Sifford (2014)[11]
- Dean Smith (2013)[26]
- Roger Staubach (2018)
- Pat Summitt (2012)[23]
- Jerry West (2019)
- Ted Williams (1991)
- John Wooden (2003)
- Tiger Woods (2019)